# Saikawa Yusuke
Yusuke Saikawa (sinh ngày 10 tháng 6 năm 1985) là một cầu thủ bóng đá người Nhật Bản.

## Sự nghiệp câu lạc bộ
Yusuke Saikawa đã từng chơi cho Consadole Sapporo.